# Kōdai Naraoka
Kōdai Naraoka (奈良岡 功大, Naraoka Kōdai), né le 30 juin 2001 à Aomori au Japon, est un joueur de badminton professionnel.

## Biographie
Il commence le badminton à l'âge de cinq ans, entraîné par son père Hiroshi Naraoka.

## Carrière
Lors des championnats du monde de badminton 2023, Naraoka accède à la finale du tournoi simple hommes et perd face au thaïlandais Kunlavut Vitidsarn, remportant la médaille d'argent.
Aux Jeux olympiques d'été de 2024, il participe au tournoi simple hommes. Après être sorti des poules en première position avec deux victoires, il perd en quarts de finale contre Chou Tien-chen deux sets à zéro.

## Palmarès

### Championnats du monde
Simple hommes
| Année | Lieu                              | Adversaire         | Résultat  | Réf |
| ----- | --------------------------------- | ------------------ | --------- | --- |
| 2023  | Royal Arena, Copenhague, Danemark | Kunlavut Vitidsarn | Finaliste |     |

### BWF World Tour
Simple hommes
| Année | Tournoi                 | Niveau     | Adversaire               | Score               | Résultat  | Réf   |
| ----- | ----------------------- | ---------- | ------------------------ | ------------------- | --------- | ----- |
| 2022  | Masters de Corée du Sud | Super 300  | Jeon Hyeok-jin           | 17–21, 16–21        | Finaliste | [ 4 ] |
| 2022  | Open de Singapour       | Super 500  | Anthony Sinisuka Ginting | 21–23, 17–21        | Finaliste | [ 5 ] |
| 2022  | Open de Taïwan          | Super 300  | Chou Tien-chen           | 21–14, 10–21, 6–21  | Finaliste | [ 6 ] |
| 2022  | Open du Viêt Nam        | Super 100  | Sun Feixiang             | 10–21, 21–14, 21–17 | Vainqueur | [ 7 ] |
| 2023  | Open de Malaisie        | Super 1000 | Viktor Axelsen           | 6–21, 15–21         | Finaliste | [ 8 ] |
| 2023  | Masters de Chine        | Super 750  | Kenta Nishimoto          | 21–13, 21–13        | Vainqueur |       |
| 2024  | Open d'Australie        | Super 500  | Lee Zii Jia              | 19–21, 21–11, 18–21 | Finaliste |       |

### BWF International Challenge/Series
Simple hommes
| Année | Tournoi                            | Adversaire         | Score               | Résultat  |
| ----- | ---------------------------------- | ------------------ | ------------------- | --------- |
| 2018  | Osaka International                | Yu Igarashi        | 21–14, 11–21, 12–21 | Finaliste |
| 2018  | Yonex / K&D Graphics International | Koki Watanabe      | 14–21, 21–14, 15–21 | Finaliste |
| 2019  | Lao International                  | Minoru Koga        | 22–20, 22–20        | Vainqueur |
| 2019  | Jamaica International              | Kevin Cordón       | 21–17, 21–8         | Vainqueur |
| 2019  | Mongolia International             | Kunlavut Vitidsarn | 9–21, 21–17, 23–21  | Vainqueur |
| 2019  | Dubai International                | Yusuke Onodera     | 21–14, 21–17        | Vainqueur |
| 2019  | Yonex / K&D Graphics International | Jason Ho-Shue      | 21–13, 21–14        | Vainqueur |

 BWF International Challenge
 BWF International Series